# Jean Omer
Jean Omer (* 7. September 1912 in Nivelles; † 30. März 1994 in Uccle) war ein belgischer Musiker (Klarinette, Tenorsaxophon) und Bandleader im Bereich des Swing und der Tanzmusik.
Sein erstes Ensemble gründete Jean Omer im Jahr 1936, aus dem Ende der 1930er Jahre ein erstes am Swing orientiertes Orchester hervorging, mit dem er in Belgien auftrat. Ende 1940 entstand eine erste 78er in Brüssel, die bei Columbia erschien (Sing High, Sing Low, Sing it Like You Want). In den nächsten drei Jahren entstanden weitere Schallplatten, danach hatte Omer nur noch wenige Gelegenheit zu Aufnahmen unter eigenem Namen. Einer seiner Arrangeure war Peter Packay; Ende der 30er-Jahre schrieb ihm Benny Carter einige Arrangements; in Omers Band spielte auch Hans Berry. Im Mai 1941 nahm er für die deutsche Telefunken den Jazzklassiker Stardust auf, im Spätsommer 1941 und im Frühjahr 1942 trat Omers Orchester im Berliner Delphi Café auf. In Berlin spielte er u. a. auch Songs mit unverfänglichen Titeln wie Gute Reise, Schicksal oder Fünf Uhr Tee ein, die Eigenkompositionen von belgischen Musikern waren, hinter denen sich aber international anmutender Swing verbarg. Die Aufnahmen erschienen bei Brunswick. In der Nachkriegszeit geriet Omer in Vergessenheit.
Er betrieb ab 1938 den Nachtclub bzw. die Tanzhalle Bœuf sur la Toit (benannt nach dem gleichnamigen Club in Paris) in Brüssel, in dem er mit seinem Orchester spielte.  Das Bœuf sur la Toit bestand noch bis 1967 – als Revuetheater und Cabaret – bis 1967 und wurde von Omer danach als La Nouvelle Gaity Jazz Club und danach Chez Paul au Gaity bis 1982 fortgeführt. Bei ihm spielte unter anderem Jean Robert im Orchester.